# طباعة عند طلب

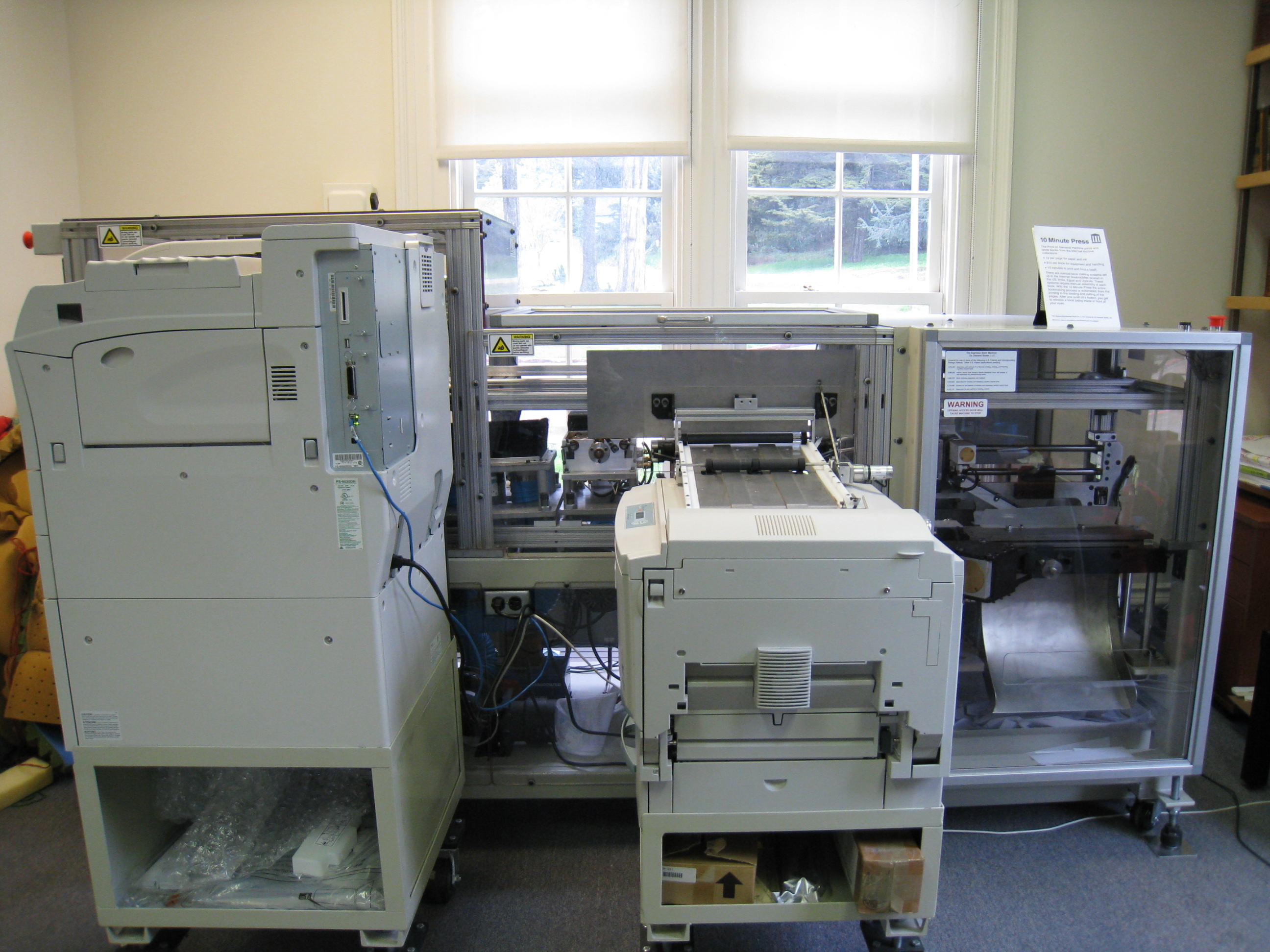

الطباعة عند الطلب (بالإنجليزية: Print on Demand أو POD)‏ هي نوع من أنواع الطباعة الذي يعتمد على توفير الكاتب لمادة كتابه على موقع ويب، والذي لا يتم طباعته إلا عندما يطلب المشتري ذلك، ويدفع هذا المشتري مقدماً ثمن هذا الكتاب، بعدها تبدأ عملية الطبع، مما يسمح بالطباعة بكميات فردية أو صغيرة.
استبدلت العديد من المطابع الصغيرة التقليدية معدات الطباعة التقليدية الخاصة بها بمعدات الطباعة حسب الطلب أو تعاقدت على طباعتها مع مزودي خدمة الطباعة عند الطلب. يستخدم العديد من الناشرين الأكاديميين، بما في ذلك مطابع الجامعات، خدمات الطباعة عند الطلب للاحتفاظ بقوائم خلفية كبيرة (قوائم المنشورات القديمة)؛ يستخدم البعض الطباعة عند الطلب لجميع منشوراتهم. يجوز للناشرين الكبار استخدام الطباعة عند الطلب في ظروف خاصة، مثل إعادة طباعة العناوين القديمة التي نفدت طباعتها أو لاختبار التسويق.

## مميزات هذه التقنية
- لا تحتاج إلى رأس مال
- لا تحتاج للبحث عن شركات نشر تقبل طباعة الكتب
- اختصار الوقت
- الحفاظ على البيئة من خلال التقليل من استخدام الورق

وهناك الكثير من المواقع التي توفر هذه الخدمة، منها ما يشارك في نسبة من الربح وأشهر هذه المواقع موقع لولو وموقع كافيه برس

## وصلات خارجية
- كافيه برس
- موقع لولو